# Weston (Massachusetts)
 (juillet 2025).
Si vous disposez d'ouvrages ou d'articles de référence ou si vous connaissez des sites web de qualité traitant du thème abordé ici, merci de compléter l'article en donnant les références utiles à sa vérifiabilité et en les liant à la section « Notes et références ».
Pour les articles homonymes, voir Weston.
Weston est une ville du comté de Middlesex, située dans l'État du Massachusetts, aux États-Unis, dans l'aire urbaine de Boston. La population de la ville est de, d'après le recensement fédéral de 2010, 11 261 habitants et de 11 478 selon le recensement de la ville.
Weston est la banlieue la plus riche de Boston, et possède le plus haut revenu par habitant de l'État. Weston est une des cent villes de plus de 1 000 foyers les plus riches des États-Unis.
Weston possède également la meilleure école publique du Massachusetts, d'après le Boston Magazine (2009). La ville possède le plus bas taux de criminalité de la banlieue est de Boston. La mairie y a prohibé la vente d'alcool de 1838 à 2005. Le comté est incorporé en 1713. Il est situé sur un haut plateau.

## Histoire
La ville de Weston constitue à l'origine l'ouest de la Cité de Watertown dès 1698. La ville est créée en 1713, sous le nom de Weston.
La cité est située sur un haut plateau accidenté. Les premiers colons ont découvert que la quantité de terres utilisables est limitée par le potentiel en eau de la ville. Cependant, des colons se déplacent depuis Watertown, au milieu du XVIe siècle, et établissent des fermes éparses. Dès 1679, un moulin, plusieurs tavernes, des docteurs, et même, d'après des historiens, « probablement des avocats » se trouvent dans la ville.
Durant le XVIIe siècle, les résidents profitent du trafic de la Boston Post Road, voie de circulation historique vers Boston. De grandes tavernes sont établies sur la voie. De nos jours, la Golden Ball Tavern (1750) et la Josiah Smith Tavern (1757) existent encore en ville. Malheureusement, l'ouverture du Worcester Turnpike en 1810 draine le trafic de la Boston Post Road, et amène à une stagnation commerciale. Les citadins se tournent vers la production de bottes et de chaussures, ainsi que vers la manufacture du coton et de la laine. À partir de 1870, la construction de grands manoirs en ville par des Bostoniens, offrent à Weston son caractère résidentiel. L'agriculture constitue alors encore une grande partie de l'économie locale, et une usine d'orgue ouvre en 1886, employant plusieurs citadins. Les Réservoirs et Aqueduc de Weston sont bâtis en 1903, et l'Aqueduc Hultman, construit en 1938 fournit de l'eau à Boston. En contrepartie, beaucoup de Bostoniens s'implantent à Weston, construisant des manoirs dans la ville.
Des architectes aussi connus que McKim ou Richardson créent des maisons luxueuses en ville, qui connait une accroissement de population rapide entre 1920 et 1935, ainsi qu'après la Seconde Guerre mondiale. Le développement en banlieue de Boston constitue un facteur majeur dans l'expansion de la ville. Les citadins sont fiers du système d'éducation et de la vie tranquille. Weston garde d'importantes surfaces naturelles, ainsi que des cours de golf, de ski, de terrains de sport.
Weston a également été le siège de la compagnie des Orgues Hastings Hook, avant qu'un incendie ne détruise l'usine au début du XXe siècle.

## Géographie
Selon le bureau du recensement des États-Unis, la ville a une superficie totale de 45 km2 (17,3 miles carrés) dont 1,85 % est de l'eau.

## Démographie
D'après le recensement de 2000, il y a 11 469 habitants, 3 718 ménages et 2 992 familles en ville. La densité de population est de 260,2 habitants par km2. Il y a 3 825 foyers, soit 86,8 foyers par km2. La diaspora raciale est répartie de la sorte : 90,26 % de Blancs, 1,18 % d'Afro-américains, 0,05 % d'Amérindiens, 6,28 % d'Asiatiques, 0,05 % d'habitants du Pacifique.
Sur les 3 718 foyers, 42,3 % d'entre eux possèdent un enfant de moins de 18 ans à charge. 73,1 % des foyers sont des couples mariés, 5,6 % sont des femmes vivants seules, et 19,5 % ne possèdent pas de famille dans la ville. Chaque ménage possède en moyen 2,85 membres, et une famille en moyenne 3,21 membres.
En ville, la population est constituée de 28,0 % de moins de 18 ans, 7,3 % de 18 à 24 ans, 20,4 % de 25 à 44 ans, 27,8 % de 45 à 64 ans, et 16,5 % des citoyens ont plus de 65 ans. L'âge médian est de 42 ans. Pour 100 femmes, il y a 86,6 hommes. Pour 100 femmes de moins de 18 ans, il y a 79,6 hommes.
Encore en 2000, le revenu moyen par ménage est de 153 918 $, et le revenu médian par famille est de plus de 200 000 $. En 2007, ces chiffres montent respectivement à 189 041 $ et 230 000 $. Les hommes ont un revenu médian de 100 000 $, contre 58 534 $ pour les femmes. 2,9 % de la population vit sous le seuil de pauvreté.
Weston est classé 97e ville la plus riche des États-Unis, d'après une étude de Forbes en 2010.
En 2011, la densité est de 499 habitants par km² avec 11 478 habitants (recensement municipal). Le nombre de votants est de 7 613.

## Politique
En 2008, Weston supporte le démocrate Barack Obama à 60 %, contre 38 % pour le républicain John McCain.
Weston est historiquement un fief républicain, cependant, la ville, depuis quelques années, vote pour le Parti Démocrate, notamment au niveau fédéral. Elle a auparavant supporté des candidats républicains pour des fonctions fédérales : Weston supporte Reagan en 1980 et 1984 et Bush en 1988. Depuis Bill Clinton, la ville vote Démocrate pour les présidentielles.
Weston est représentée par le démocrate Ed Markey à la Chambre des Représentants.
Durant les élections sénatoriales de 2010, Weston vote à 53 % pour le républicain Scott Brown, et à 46 % pour la démocrate Martha Coakley. Scoot Brown remporte l'élection, et est maintenant sénateur du Massachusetts, remplaçant ainsi Ted Kennedy après sa mort.

## Éducation
Il y a 5 écoles publiques à Weston:
- Weston High School (en)
- Weston Middle School (en)
- Woodland School
- Country School
- Field School

La ville est réputée pour son séminaire, la Weston School of Theology.
Autres :
- The Cambridge School of Weston (en)
- Regis College
- Rivers School (en)
- The Rivers School Conservatory
- Meadowbrook Private Day School
- Gifford School (en)
- Tremont School[3]

## Transports
La ville est desservie par trois stations de la MTBA (Massachusetts Bay Transportation Authority) : Silver Hill (en), Kendall Green (en) et Hastings (en)., appartenant à la ligne de Fitchburg. Ce sont de petites stations, avec des arrêts courts et peu fréquents.
Il y a 205 km (128 miles) de route dont 134 km (83,7 miles) de routes publiques.

## Notables
- Frederic C. Dumaine, Jr., homme d'affaires américain, et président du Parti Républicain du Massachusetts entre 1963 et 1965.
- Sarah Fuller, auteur et professeur, qui a enseigné à Helen Keller.
- Stephen Pagliuca, directeur de Bain Capital, coprésident du Celtics de Boston.
- Robert Winsor, éminent banquier et financier américain du début du XXe siècle.

Figures sportives
- Jeremy Jacobs, président du club Bruins de Boston.
- Steve Belkin, président du Hawks d'Atlanta et précédent des Trashers.
- M.L. Carr, ancien joueur des Celtics de Boston et coach.
- John Havlicek, ancien joueur des Celtics de Boston.
- Cedric Maxwell, ancien joueur des Celtics de Boston, maintenant animateur radio.
- Bobby Orr, ancien joueur des Bruins de Boston.
- David Ortiz, première base des Red Sox de Boston.
- Jerry Remy, ancien joueur des Red Sox de Boston, maintenant présentateur TV.
- Willard Rice, joueur de hockey durant les JO d'hiver de 1924.
- Kevin Youkilis, joueur des Red Sox de Boston.